# Krásna Ves
Krásna Ves és un poble i municipi d'Eslovàquia que es troba a la regió de Trenčín. La primera menció escrita de la vila es remunta al 1208.

## Demografia
| Godina             | 1994 | 2004   | 2014   | 2024    |
| ------------------ | ---- | ------ | ------ | ------- |
| Nombre de persones | 505  | 510    | 535    | 470     |
| Diferència         |      | +0,99% | +4,90% | −12,14% |

| Godina             | 2023 | 2024 |
| ------------------ | ---- | ---- |
| Nombre de persones | 470  | 470  |
| Diferència         |      | +0%  |